# Боси (Сијена)
Боси је насеље у Италији у округу Сијена, региону Тоскана.
Према процени из 2011. у насељу је живело 42 становника. Насеље се налази на надморској висини од 319 м.